# Budapest XXIII. kerületének műemléki listája
Ez a lista Budapest XXIII. kerületének műemlékeit tartalmazza.
| Kép | Törzsszám | Cím                                      | Név                                            | Helyrajzi szám |
| --- | --------- | ---------------------------------------- | ---------------------------------------------- | -------------- |
|     | 15801     | XXIII. Pesterzsébet határán, Helsinki út | Segítő Mária Kápolna                           | 184097         |
|     | 15802     | XXIII. Hősök tere                        | Soroksári Nagyboldogasszony Főplébánia-templom | 185613/2       |
|     | 15800     | XXIII. Templom utca                      | Nepomuki Szent János szobor                    |                |
|     | 15803     | XXIII. Hősök tere                        | Szent Flórián szobor                           |                |
|     | 15804     | XXIII. Táncsics Mihály utca 135. előtt   | Szent Sebestyén szobor                         |                |